# Anchieta (Rio de Janeiro)
Anchieta è un quartiere (bairro) della Zona Nord della città di Rio de Janeiro in Brasile.

## Amministrazione
Anchieta fu istituito come bairro a sé stante il 23 luglio 1981 come parte della omonima Regione Amministrativa XXII del municipio di Rio de Janeiro.